# Santana do Manhuaçu
Santana do Manhuaçu – miasto i gmina w Brazylii, w stanie Minas Gerais. Znajduje się w mikroregionie Manhuaçu.